# Alwin Reinhold Korselt
Alwin Reinhold Korselt (* 17. März 1864 in Mittelherwigsdorf; † 4. Februar 1947 in Plauen) war ein deutscher Mathematiker.

## Leben und Werk
Von 1876 bis 1885 besuchte Korselt das Gymnasium in Zittau, anschließend studierte er bis 1890 in Leipzig Mathematik und Physik (sowie 1886 ein Semester in Freiburg im Breisgau). In Leipzig hörte er zum Beispiel Vorlesungen bei Felix Klein, Issai Schur, Eduard Study, Sophus Lie und Friedrich Engel.
Nach der Referendariatszeit am Nikolaigymnasium in Leipzig unterrichtete er von 1891 bis 1898
an Schulen in Pirna, Dresden, Keilhau, Löbau und Meerane.
Seine erste wissenschaftliche Veröffentlichung war 1893 eine umfangreiche, zweiteilige Besprechung (Bemerkungen zur Algebra der Logik) der Vorlesungen von Ernst Schröder. Von 1898 bis zur Pensionierung im Jahr 1924 unterrichtete er an einer Realschule (später Oberrealschule) in Plauen.
Die Gutachter seiner Dissertation im Jahr 1902 an der Universität Leipzig waren Otto Hölder und Carl Gottfried Neumann. Sie handelt von geometrischen Konstruktionen, bei denen zusätzlich zu Zirkel und Lineal auch die n-Teilung von Winkeln erlaubt ist. Kurz danach war er an einer Kontroverse mit Gottlob Frege über Hilberts Axiomensystem der euklidischen Geometrie beteiligt, bei der er sich auf die Seite Hilberts stellte.
Aus dem Jahr 1899 stammt sein Satz von Korselt, der Carmichael-Zahlen (eine Familie von Pseudoprimzahlen) charakterisiert. Korselt korrespondierte unter anderem mit Alfred Pringsheim, David Hilbert, Helmut Hasse, Bertrand Russell, Constantin Carathéodory und Abraham Fraenkel, den er auch wiederholt in Marburg besuchte.
Korselt war nicht verheiratet, und da er den überwiegenden Teil seines Einkommens für Bücher und Zigarren ausgab, war er oft nachlässig gekleidet. In den 30er Jahren wurde ihm ein Bein amputiert. Er blieb wissenschaftlich aktiv bis ungefähr 1939, starb 1947 in Plauen und wurde in Mittelherwigsdorf begraben.
Nach Korselt wurden die Korselt-Zahlen benannt (eine zusammengesetzte quadratfreie Zahl n heißt a-Korselt-Zahl, wenn für jeden ihrer Primteiler p gilt, dass n - a teilbar ist durch p - a; die 1-Korselt-Zahlen sind die Carmichael-Zahlen).

## Schriften
- Dissertation: Über die Möglichkeit der Lösung merkwürdiger Dreiecksaufgaben durch Winkelteilung, 67 Seiten, Leipzig, 1901
- Über die Grundlagen der Geometrie, Jahresbericht der Deutschen Mathematiker-Vereinigung 12, 402–407, 1903, online